# Iglesia de San Leonardo (Venecia)
La iglesia de San Leonardo es un edificio religioso de la ciudad de Venecia situado en el barrio de Cannaregio a lo largo de la Strada Nova .

## Historia
Desde los primeros tiempos asumió el título de iglesia parroquial: según la tradición, la iglesia fue fundada en 1025 con la ayuda de la familia Crituazio, aunque el primer documento en el que se menciona su existencia data de 1089.La restauración a la que fue sometida la iglesia durante la primera mitad del siglo XIV, que dio lugar a su nueva dedicación el 4 de mayo de 1343 (hecho que se recuerda en una placa que hoy se conserva en el Museo del Seminario), se detuvo casi con seguridad en el plano de la reestructuración, ya que en la vista en perspectiva creada por Jacopo de' Barbari en 1500, la iglesia todavía se refiere a modelos bizantinos, evidenciados por la planta basilical de tres naves con los lados marcados por pilastras y por el eje longitudinal que corre paralelo al curso del cercano Río San Leonardo (luego convertido en rio tòrà ). A él se enfrenta el lado izquierdo de la iglesia, algo retranqueado de la ribera, para formar el Campo San Leonardo que aún hoy existe y al que se abre la entrada lateral.

Iglesia de patronato laico, el párroco era designado por los vecinos dueños de fincas en la parroquia; sólo más tarde esto fue confirmado por el obispo. A partir de 1395 pasó a ser también colegiata, gobernada por un cabildo formado por sólo dos sacerdotes titulados: en ese año, de hecho, el Consejo de los Diez autorizó la erección en la iglesia de una cofradía dedicada al mismo San Leonardo, con los beneficios del cual mantener un segundo sacerdote al servicio de la parroquia.En la antigüedad, la parroquia estaba afiliada a la catedral de San Pedro Apóstol : las obligaciones ligadas a la relación de filiación requerían que el párroco y los derechohabientes de la iglesia de San Leonardo, entre otros, asistieran a la bendición del bautismo. pila en la iglesia matriz el Sábado Santo, recibiendo agua bendita para el bautisterio de su parroquia, así como bienes de diversa índole establecidos por la costumbre.
En 1595 el campanario se derrumbó repentinamente, mientras que a finales del siglo XVIII las condiciones estáticas del edificio eran ya tan críticas que aconsejaban una reconstrucción total.El proyecto fue encomendado a Bernardino Maccaruzzi, (alumno de Giorgio Massari ), quien tra nsformó el interior en la única nave actual, pero manteniendo la orientación del antiguo edificio, es decir, girando el lado izquierdo hacia el campo en el que se ubica una hilera de casas bajas. esconderse hasta la altura de la zona del presbiterio. Las obras podrían considerarse terminadas en 1794.
Suprimida en 1807 tras los decretos napoleónicos, la iglesia fue despojada de todos sus ornamentos (altares y pinturas) y utilizada como depósito de carbón mientras su territorio se dividía entre las parroquias de San Marcuola (Santi Ermagora y Fortunato) y San Geremia . En años más recientes, después de haber sido utilizado durante mucho tiempo como sala de ensayo de la banda municipal, el Municipio de Venecia, actual propietario, llevó a cabo una restauración que lo transformó en una sala de usos múltiples.